# Lethrus medvedevi
Lethrus medvedevi is een keversoort uit de familie mesttorren (Geotrupidae). De wetenschappelijke naam van de soort werd in 1935 gepubliceerd door Semenov & Gussakovsky.